# Benbella Benmiloud
Benbella Benmiloud (arabe : بن بلة بن ميلود), né le 1er janvier 1958 à Ouled Mimoun (Wilaya de Tlemcen), est un footballeur international algérien. Il évoluait au poste de gardien de but.
Il compte deux sélections en équipe nationale en 1988.

## Biographie
Benbella Benmiloud compte deux sélections en équipe d'Algérie, obtenues lors de l'année 1988.
Il participe à la Coupe du monde de futsal organisée aux Pays-Bas en 1989. Il joue trois matchs lors du mondial.

## Palmarès
- Championnat d'Algérie

Champion (1) : 1983-84 avec le GC Mascara

### En équipe nationale
- Troisième aux Jeux panarabes 1985
- 1er tour de la Coupe du monde de futsal de 1989